# هدنة 22 يونيو 1940

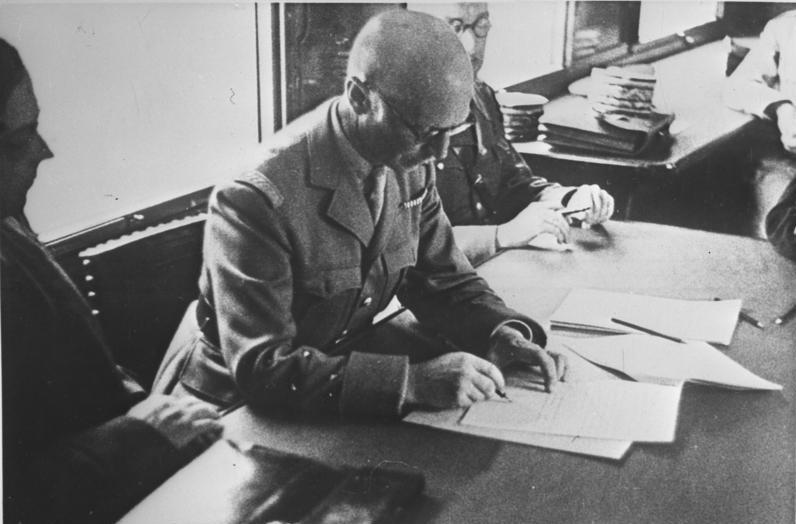
الجنرال تشارلز هونتزيغر يوقّع الهدنة نيابة عن فرنسا.

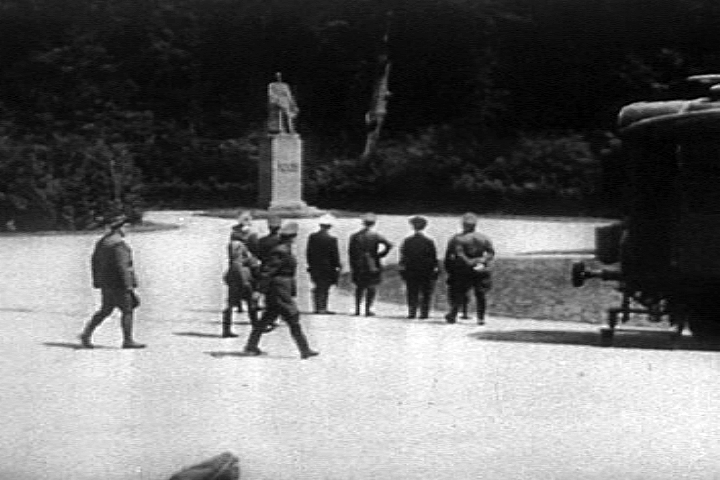
أدولف هتلر (في المنتصف ويضع يده على وركه) وجنرالاته ينظرون إلى تمثال الماريشال فوش قبل توقيع الهدنة.

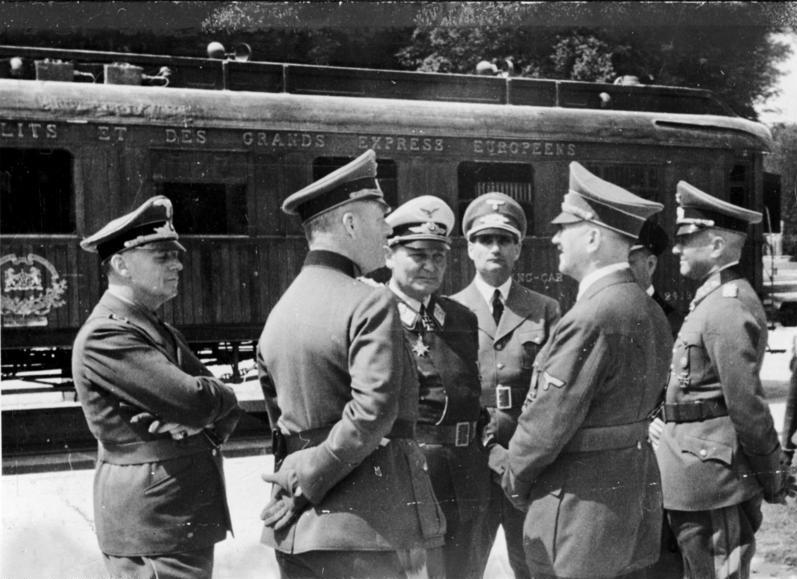
من السار إلى اليمين: يواخيم فون ريبنتروب، فيلهلم كايتل، هيرمان غورينغ، رودلف هس، أدولف هتلر، إريش رايدر محجوب جزئيًّا وفالتر فون براوخيتش أمام عربة الحلفاء.

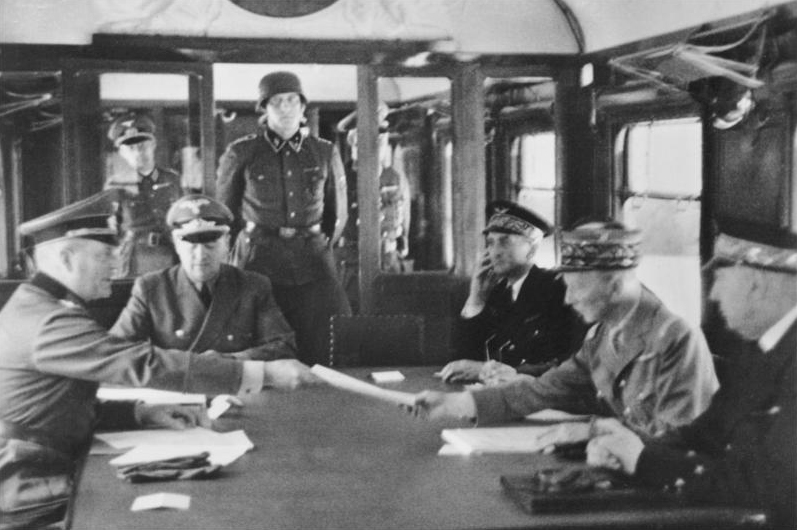
توقيع الهدنة: على اليسار الماريشال كايتل، على اليمين الوفد الفرنسي بقيادة الجنرال تشارلز هنتزايغر الذي بجانبه كل من جنرال الطيران جان بيرجيريه ونائب الأميرال موريس لو لوك.

هدنة 22 يونيو 1940 أو معاهدة وقف إطلاق النار الثانية في مدينة كومبيين (بالفرنسية: Armistice du 22 juin 1940), وقعت في الساعة السادسة وخمسون دقيقة مساءً في 22 يونيو 1940، قرب مدينة كومبيين، بين ألمانيا النازية وفرنسا بعد الانتصار الألماني الساحق في معركة فرنسا من 10 مايو إلى 21 يونيو 1940.

## خطاب الجنرال ديغول
قام الجنرال الفرنسي شارل ديغول الذي لجأ إلى بريطانيا، ببث خطاب 18 جوان (يونيو) 1940 على موجات إذاعة بي بي سي، دعا فيه إلى عدم وقف إطلاق النار ضد ألمانيا وقال إن فرنسا «لم تخسر الحرب، بل خسرت معركة» لأن «هذه الحرب ليست حربا في فرنسا فقط، بل هي حرب عالمية». وقاد ديغول منذ هذا الخطاب قوات فرنسا الحرة حتى إعلان استقلال فرنسا بعد نهاية الحرب العالمية الثانية.

## مقالات ذات صلة
- الحرب العالمية الثانية.
- الغزو الإيطالي لفرنسا.
- فرنسا الفيشية.
- عربة الهدنة.

## روابط خارجية
- نص الهدنة على موقع جامعة بيربينيا.
- تقرير حول الهدنة على موقع المعهد الوطني السمعي البصري الفرنسي.